# كارلوس أوقستو
كارلوس أوقستو هو لاعب كرة قدم برازيلي في مركز الدفاع، ولد في 7 يناير 1999 في كامبيناس في البرازيل. لعب مع نادي كورينثيانز.

## وصلات خارجية
- كارلوس أوقستو على موقع إي إس بي إن إف سي (الإنجليزية)
- كارلوس أوقستو على موقع قاعدة بيانات كرة القدم.إي يو (الإنجليزية)
- كارلوس أوقستو على موقع Soccerbase.com (لاعب) (الإنجليزية)
- كارلوس أوقستو على موقع Soccerway.com (الإنجليزية)
- كارلوس أوقستو على موقع عالم كرة القدم.نت (الإنجليزية)